# Lansettfönster

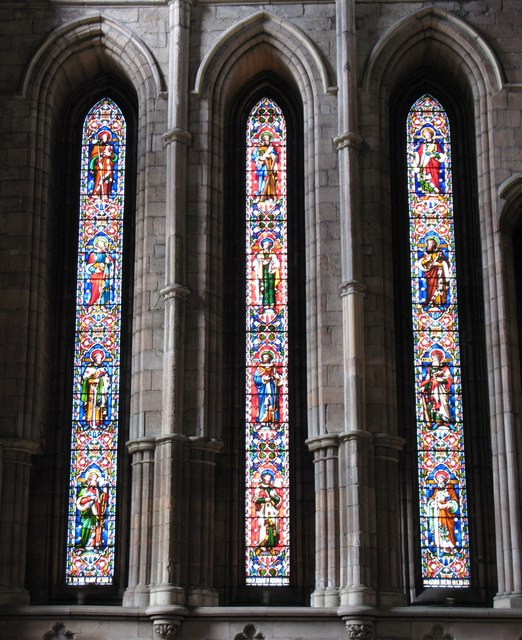
Lansettfönster i Hexham Abbey i Northumberland.

Lansettfönster kallas ett smalt och högt gotiskt fönster, vars övre del är spetsigt.